# Caserne Bernadotte
La caserne Bernadotte est un bâtiment militaire situé dans la ville de Pau, au cœur de la place de Verdun. Elle accueille actuellement le Centre national des archives du personnel militaire.

## Histoire
Dès 1807, Pau, alors Préfecture des Basses-Pyrénées (actuelles Pyrénées-Atlantiques) et située à proximité de la frontière avec l'Espagne, prétend tout naturellement à devenir une ville de garnison. 
Les susdites garnisons sont alors et depuis toujours logées au château de Pau et de façon plus récente au couvent des Orphelines, tous deux utilisés successivement par diverses armées d'occupation. Ces installations ne pouvaient les accueillir de façon permanente et devinrent également assez exiguës.
Dès 1821, la municipalité décida de contribuer à la construction d'une caserne de 1 500 hommes sur la Haute-Plante (actuelle place de Verdun) bien national acquis par celle-ci le 20 prairial An III (8 juin 1796). Les travaux débutèrent en 1825, mais rapidement des difficultés financières survinrent entre l’État et la municipalité; ce qui retarda le chantier qui devait ce prolonger sur une durée de 50 ans.
Deux unités d'infanterie s'installèrent néanmoins dans la caserne à partir de 1830, mais celle-ci ne fut définitivement achevée qu'en 1875. C'est logiquement que la caserne prit le nom de Jean-Baptiste Bernadotte, illustre Palois qui devint général, maréchal d'Empire puis roi de Suède et de Norvège.
Le bâtiment se compose alors d'un immense portique de 37 arcades surmonté à l'origine de 3 étages, d'une horloge et flanqué à chaque extrémité de deux pavillons symétriques à cinq travées formant un ensemble long de 175 mètres. Le tout était surmonté d'un toit-terrasse bitumé, faible d'un point de vue économique, d'un bel attrait architectural indéniable mais malheureusement fort peu adapté au climat palois qui occasionna dès lors quelques soucis d'infiltrations et dès 1839 celui-ci est remplacé par une rehausse recouverte d'un toit en ardoise, agrandissant par le même coup la capacité foncière du bâtiment d'un étage.

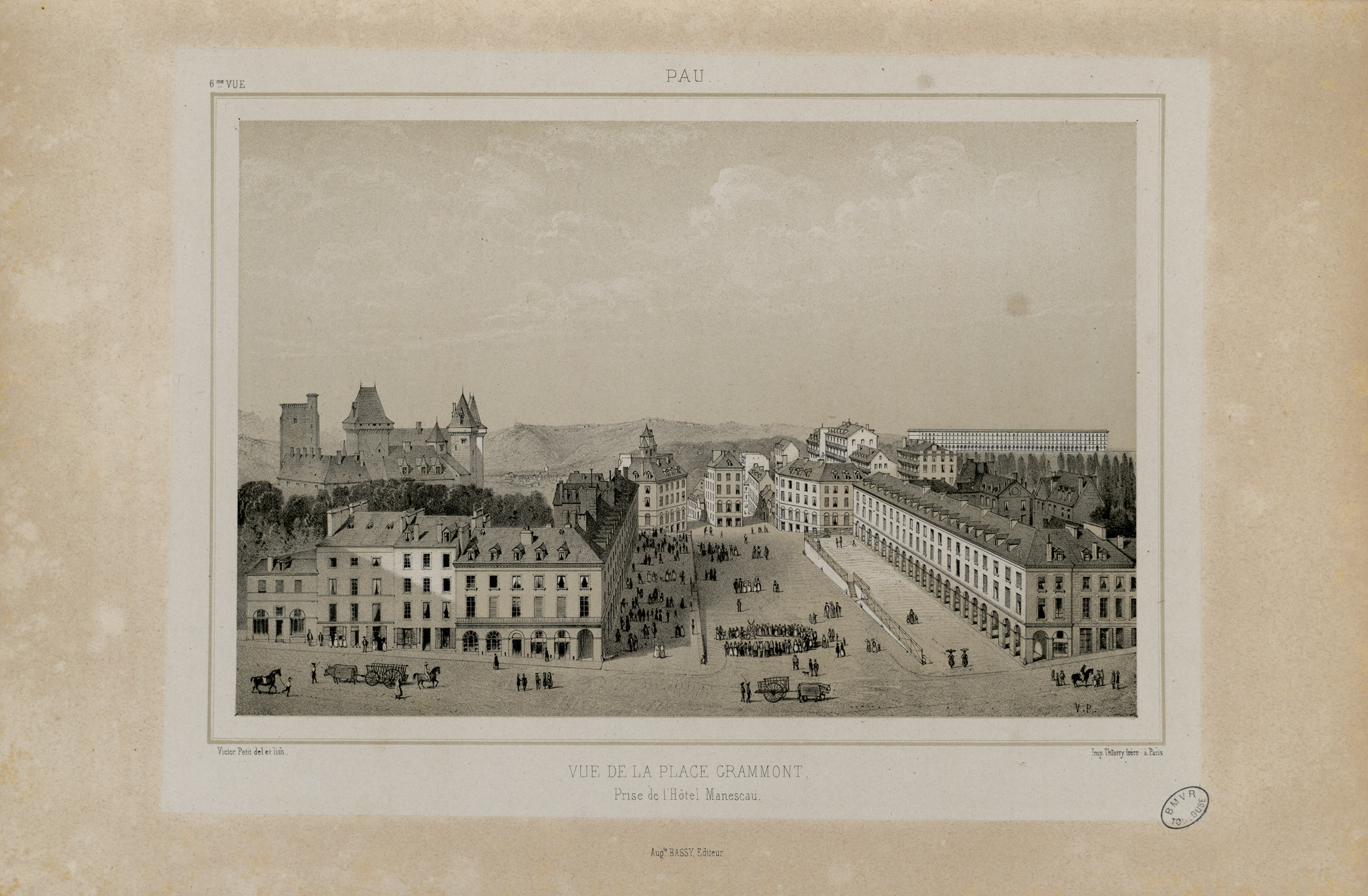
Vue de la place Gramont d'où l'on peut apercevoir au loin l'état originel de la caserne.

La caserne fut par la suite agrandie pour accueillir un total de 5 000 hommes.
La place Napoléon (actuelle place de Verdun), devient le champ d'exercices et de manœuvres pour la garnison.
Entre 1942 et 1944, la caserne fut occupée par les forces allemandes. Puis, à partir de 1946, elle accueillit le Centre école des troupes aéroportées (actuelle ETAP, située au Pont-Long).

## Aujourd'hui

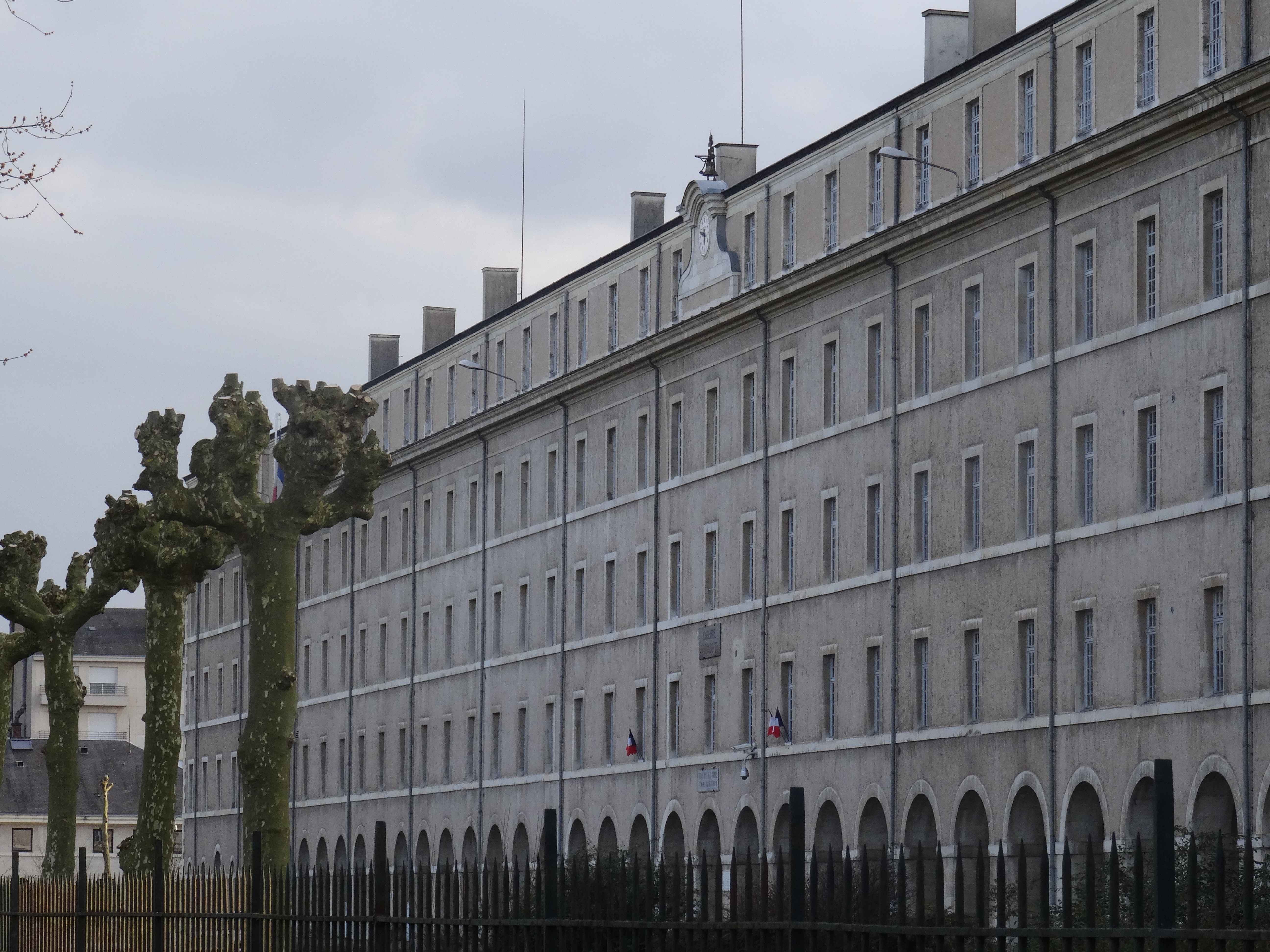
L'un des plus longs bâtiments militaires de France

Propriété de l'État depuis 1856, la caserne Bernadotte accueille depuis 1961 les archives administratives militaires. Cette caserne a permis de rassembler en un seul lieu l'ensemble des archives administratives de l'Armée de terre, du service national et des services communs. Les documents conservés à Pau sont répartis entre les archives du recensement militaire, les archives des ressortissants des anciennes colonies et des anciens protectorats.
Plus de 34 millions de dossiers sont référencés dans les 109 km de rayons des étages de la caserne. 250 fonctionnaires du ministère de la Défense travaillent au quotidien pour collecter, classer, numériser, conserver et communiquer les archives. La caserne Bernadotte est l'un des bâtiments militaires les plus longs de France avec 175 m, derrière notamment la Corderie royale de Rochefort et ses 374 m de longueur.